# Uniwersytet Kaledoński w Glasgow
Uniwersytet Kaledoński w Glasgow (ang. Glasgow Caledonian University) – brytyjska uczelnia publiczna w Glasgow, istniejąca od 1993 roku.